# Synhajiwka
Synhajiwka (ukr. Сингаївка) – wieś na Ukrainie, w obwodzie żytomierskim, w rejonie berdyczowskim, w hromadzie Semeniwka. W 2001 liczyła 218 mieszkańców.